# Logan Bailly
Logan Bailly (Liegi, 27 dicembre 1985) è un ex calciatore belga, di ruolo portiere.

## Carriera

### Club
Cresce nelle giovanili dello Standard Liegi e successivamente, nel 2002, si trasferisce nel Genk dove indossa la maglia numero 26. Nella stagione 2003-2004 va in prestito nel Beringen-Heusden-Zolder per fare esperienze da titolare; totalizzerà 16 presenze nella stagione. Nella stagione successiva torna al Genk diventando così titolare inamovibile.
Il 22 dicembre 2008 viene ufficializzato il suo passaggio al Borussia Mönchengladbach, squadra che milita nella Bundesliga. I primi mesi con la squadra tedesca sono stati ottimi nonostante la cattiva situazione di classifica dei Fohlen.
Nel giugno del 2011 passa in prestito al Neuchâtel Xamax con la cui squadra non viene mai schierato in campionato e fa quindi il suo ritorno in Germania durante la pausa invernale,  per poi essere girato in prestito al Genk .

### Nazionale
Bailly ha giocato nella nazionale under-21 e successivamente nella nazionale maggiore.

## Palmarès

### Club

#### Competizioni nazionali
- Campionato scozzese: 2

Celtic: 2015-2016, 2016-2017
- Coppa di Lega scozzese: 1

Celtic: 2016-2017
- Coppa di Scozia: 1

Celtic: 2016-2017